# Роккафлувьоне
Роккафлувьоне (итал. Roccafluvione) — коммуна в Италии, располагается в регионе Марке, в провинции Асколи-Пичено.
Население составляет 2162 человек (2008 г.), плотность населения составляет 36 чел./км². Занимает площадь 61 км². Почтовый индекс — 63049. Телефонный код — 0736.
Покровителем коммуны почитается святой Стефан I (папа римский), празднование 3 августа.

## Демография
Динамика населения:

## Администрация коммуны
- Официальный сайт: